# Gdyby cała Afryka
Gdyby cała Afryka – zbiór esejów i artykułów Ryszarda Kapuścińskiego pisanych dla „Biuletynu Specjalnego” w latach 1962–1966.
Pierwsze wydanie (8 000 egzemplarzy) ukazało się w roku 1969 nakładem wydawnictwa Czytelnik.